# Vriendschapswinkel
Een vriendschapswinkel is een staatswinkel die toeristen als klanten heeft en beheerd wordt door de Chinese staat. Vroeger mochten alleen buitenlanders en Chinees communistische partijbonzen in de winkel kopen.
De eerste vriendschapswinkels ontstonden in de jaren 1950. In deze winkels kon een select groepje mensen geïmporteerde waren kopen, ook uit de westerse wereld. In vriendschapswinkels konden vroeger bijvoorbeeld pindakaas en Chinese schilderijen gekocht worden. De prijzen van westerse producten waren door de import veel hoger dan in het oorspronkelijke land. Kopers hadden geen andere keuze, omdat bepaalde waren alleen verkrijgbaar waren in vriendschapswinkels. In de winkels kon alleen betaald worden door middel van buitenlandse wisselcertificaten (foreign exchange certificate).
Tegenwoordig zijn nog maar enkele vriendschapswinkels in de Volksrepubliek China. Deze zijn te vinden in Beijing, Shanghai en Guangzhou. De meesten werden in de jaren 1990 gesloten vanwege de afschaffing van buitenlandse wisselcertificaten in het land. Het is nu gangbaar om in de winkels renminbi te gebruiken.